# Syrrhopodon theriotii
Syrrhopodon theriotii är en bladmossart som beskrevs av Edwin Bunting Bartram 1928. Syrrhopodon theriotii ingår i släktet Syrrhopodon och familjen Calymperaceae. Inga underarter finns listade i Catalogue of Life.